# Inmigración beliceña en los Estados Unidos
Los estadounidenses de Belice son estadounidenses de ascendencia beliceña. Estos antepasados pueden ser de Belice o de su diáspora.

## Diáspora
Aproximadamente uno de cada tres beliceños vive ahora en el extranjero y fuera de Belice; la mayoría ha emigrado a países anglófonos, especialmente a los Estados Unidos, donde hay unos 54.925 beliceños, y al Reino Unido, con alrededor de 3 000 beliceños. Un número más pequeño vive ahora en Canadá.
Los kriols y otros grupos étnicos están emigrando principalmente a los Estados Unidos, pero también al Reino Unido y otras naciones desarrolladas en busca de mejores oportunidades. Según el último censo de los Estados Unidos, Los beliceños en los Estados Unidos pertenecen principalmente a los grupos étnicos Kriol y Garinagu de ascendencia africana, nativa americana y europea, que se consideran negros en los Estados Unidos. En 1990, había alrededor de 10,000 ciudadanos estadounidenses de Belice en los Estados Unidos.

## Otras lecturas
- "Beliceños". Enciclopedia de la historia de Chicago (2005)
- Babcock, Elizabeth Cooling. "El potencial transformador de las asociaciones voluntarias de inmigrantes beliceños en Chicago". Migración internacional 44.1 (2006): 31-53.
- Stabin, Tova. "Americanos de Belice". Gale Encyclopedia of Multicultural America, editado por Thomas Riggs, (3a ed., Vol. 1, Gale, 2014), págs. 289-299. en línea
- Straughan, Jerome F. Inmigrantes beliceños en Los Ángeles (Universidad del Sur de California, 2004).